# Čantavir
Čantavir (Hongaars: Csantavér) is een plaats in Servië in de autonome provincie Vojvodina. De plaats is gelegen ten zuidoosten van de stad Subotica en maakt deel uit van deze gemeente. De bevolking bestaat voor 92% uit etnische Hongaren (zie: Hongaarse minderheid in Servië)

## Geschiedenis
De plaats werd in het jaar 1462 voor het eerst genoemd in Hongaarse geschriften. In 1526 vallen de Ottomanen Hongarije binnen en komt het gebied in handen van het Ottomaanse Rijk. In 1679 wordt het gebied na de slag bij Zenta onderdeel van het Habsburgse Rijk. Op dat moment is er geen bebouwing en bewoning meer aanwezig, en is het gebied een Poesta. In 1779 wordt besloten het gebied opnieuw te bevolken en Rooms-Katholieke kolonisten aan te trekken. In 1783 is er dan weer sprake van een dorp. 
Na het einde van de Tweede Wereldoorlog wordt Čantavir toegewezen aan Servië. Aan de randen van het dorp worden dan twee nieuwe dorpen gesticht door de regering van Joegoslavië: Bačko Dušanovo en Višnjevac. Deze dorpen worden bevolkt met Serviërs. 

## Bevolking
Tijdens de volkstelling van 2002 in Servië verklaarde 92,4% van de bevolking zich etnisch Hongaar (totaal 7178 personen, 6632 Hongaren). De tweede groep zijn de Roma, zij spreken ook Hongaars.